# Syo Thoden van Velzen
Syo Kornelius Thoden van Velzen (Amsterdam, 31 augustus 1934 - 31 december 2009) was een Nederlands hoogleraar cariologie en endodontologie, hoogleraar algemene tandheelkunde, directeur Onderzoeksschool Tandheelkunde, rector magnificus van de Universiteit van Amsterdam en ridder in de Orde van de Nederlandse Leeuw.

## Opleiding
Thoden Van Velzen studeerde tandheelkunde aan de Universiteit van Amsterdam, waar hij lid werd van het Amsterdamsch Studenten Corps.

## Loopbaan
Na zijn studie promoveerde Thoden Van Velzen in 1975 aan de Universiteit van Amsterdam en werd daar twee jaar later tot hoogleraar cariologie en endodontologie benoemd aan de (toen nog) subfaculteit Tandheelkunde. Later werd hij benoemd tot rector magnificus, eveneens aan de UvA.
Thoden Van Velzen was een groot pleitbezorger van universitaire kennis, tradities en waarden. In zijn afscheidsrede als rector, op 8 januari 1991, zei hij: ‘Nieuwsgierigheid en haar tweelingzusje leergierigheid zijn de pijlers waarop de universiteit is gebouwd. Er is niets tegen directe dienstverlening aan de maatschappij, niets tegen contractonderzoek, niets tegen banden met de industrie, maar daardoor mag de wetenschap omwille van de wetenschap niet ondergesneeuwd raken.’ 
Als voorbeeld noemde hij toen de grote verzameling vissen, wormen, schelpdieren en insecten die het Zoölogisch Museum Amsterdam, onderdeel van de UvA, onder haar hoede heeft. ‘Behoud en uitbreiding van dit soort collecties hoort tot de essentiële taken van een universiteit.’ Bij zijn afscheid kreeg Thoden Van Velzen de universitaire Sta-penning wegens zijn bijzondere verdiensten voor de universitaire gemeenschap.